# Fritz Beckmann (Wirtschaftswissenschaftler)
Fritz Beckmann (* 31. Mai 1888 in Hilbeck, Kreis Unna; † 6. Juli 1954 in Bad Nauheim) war ein deutscher Universitätsprofessor für Wirtschaftswissenschaft, Fabrikdirektor und Politiker (CDU).

## Leben
Beckmann legte 1908 sein Abitur am humanistischen Gymnasium Hammonense ab. An der Albert-Ludwigs-Universität Freiburg wurde er 1911 zum Dr. rer. pol. promoviert. Die Promotion zum Dr. phil. folgte 1912 an der Ruprecht-Karls-Universität Heidelberg. Die Landwirtschaftliche Hochschule Bonn-Poppelsdorf berief ihn am 1. Oktober 1923 als o. Professor für Volkswirtschaftslehre. An der Rheinischen Friedrich-Wilhelms-Universität Bonn war er zugleich Honorarprofessor. 1946 war er Mitglied der ernannten westfälischen Provinzialversammlung. Außerdem war er 1946/47 Mitglied des Ernannten Landtags von Nordrhein-Westfalen. Er starb mit 66 Jahren.

## Veröffentlichungen
- Ostpreußen und Polen – ein Beitrag zum deutsch-polnischen Handelsvertrag. Parey, Berlin 1927.